# アブキールの戦い (1801年)
1801年のアブキールの戦いまたは第二次アブキール会戦（英: Second Battle of Abukir）は、フランス革命戦争におけるエジプト・シリア戦役中に、ナイル・デルタに近い地中海岸のアブキールで起きた2回目の戦いである。夜間戦闘であったためアブキール夜戦（英: Night Battle of Abukir）とも言う。
1801年3月8日、ラルフ・アバークロンビー将軍率いる5,000のイギリス軍は塹壕に立てこもるフリアン将軍指揮下の2,000のフランス軍を排除するために、海岸に上陸した。彼らは1,100の死傷者を出しつつ、その目的を達成した。